# Elisabeth Cathrine Amalie Rose
Elisabeth Cathrine Amalie Bøttger (gift Rose) (25. september 1738 – 23. februar 1793) var en dansk skuespiller.
Elisabeth Cathrine Amalie Rose blev født 1738 og døbt 25. september i København som datter af guldsmed Matthias Bøttger og Else (født Lindegaard).
Jomfru Bøttger, som hun blev kaldt fik, endnu ikke fyldt 14 år, 28. juni 1752 sin første fremtræden på scenen som Leonora i Kilderejsen; publikum fandt ikke stærkt behag hverken i hendes person eller i hendes spillemåde, men ved Ludvig Holbergs bevågenhed fik hun roller -- Jomfru Materna havde netop da trukket sig tilbage --, og da Jomfru Thielo snart efter (5. februar 1754) døde, blev jomfru Bøttger mere ved begivenhedernes sammentræf end ved sit talent skuepladsens primadonna, og hun forstod, måske ikke altid på den elskværdigste måde, at håndhæve denne stilling i mange år: endnu så sent som i slutningen af 1780'erne var hun den næsthøjst gagerede skuespillerinde, kun Hans Henrik von Eickstedts favoritinde, jomfru Møller, stod i så henseende højere.
Roses repertoire omfattede komedie,tragedie, idyl og parodi, hun spillede elskerinder og koketter, ingenuer og heltinder, på vers og på prosa; hun måtte have været noget nær et geni, om hun havde kunnet magte hele dette repertoire, og i virkeligheden var hun kun en brugbarhed, som tidens fattigdom på skuespillerinder gav roller og vanens magt anseelse blandt publikum. Hun repræsenterer på den danske scene fiskebensskørt-tragedien: hendes anstand var kunstlet indtil stivhed, hendes deklamation mekanisk ved den bestandige svingen mellem opstyltet svulst og grådkvalt føleri; overført til det borgerlige skuespil og komedien blev denne spillemaade til unatur, og maniereretheden frøs følelsen på skuespillerindens læber.
Mens hun således ikke traf den naturlige tone hos elskerinden, fandt hun derimod -- endnu oppe i årene -- slående udtryk for den purunge piges nyfigenhed, ligesom hun med kraftige træk tegnede den erfarne kvindes koketteren.
I sine sidste år gled hun, der 28. juli 1779 ægtede Christoffer Pauli Rose, ikke uden held over i det ældre konefag; 1. november 1792 optrådte hun sidste gang som
marquisen i Den virkelige vise og døde 23. februar 1793.
I sine unge dage havde hun, der var veninde med Charlotte Dorothea Biehl, forsøgt sig som dramatisk forfatterinde med femakts-komedien Clarice eller den forrejste Frøken, men den viste sig i scenisk som litterær henseende lige blottet for talent og smag[kilde mangler] og forsvandt efter kun 3 forestillinger (februar 1772).